# Tigridia martinezii
Tigridia martinezii es una especie fanerógama de la familia Iridaceae endémica de México. 

## Descripción
Herbácea perenne, de hasta 75 cm de alto; bulbos ovoides de unos 3 cm de alto por hasta 1.5 cm de ancho. Hojas linear-lanceoladas, de 30 a 75 cm de alto, por unos 8 mm de ancho. Flores, hasta 4 por planta; erectas, no péndulas, vistas de frente triangulares, de hasta 2 cm de ancho; tépalos conniventes a modo de copa en la base, de color crema con puntos o líneas cortas morados o morados cafés; tépalos internos lanceolados de 1 cm de largo a 4 mm de ancho, con una glándula nectarífera en la base. Tubo estaminal blanco con anteras moradas. Estilo, sin mucrón entre sus ramas, éstas, bífidas en su tercio superior. Cápsula ya madura, oblonga, de unos 2.5 cm de largo, semillas subglobosas o piriformes, de color café claro.

## Distribución y hábitat
Esta especie es endémica de México, en el estado de Hidalgo, en los municipios de El Chico y Real del Monte.
Se localiza en zonas rocosas con vegetación de matorral, a unos 3000 m s. n. m. (metros sobre el nivel del mar)

## Estado de conservación
No se encuentra bajo ninguna categoría de riesgo en las normas mexicanas o internacionales.